# Görögország prefektúrái
Görögország prefektúrái (görögül νομός [nomósz]; többes számban: νομοί [nomí]) az ország közigazgatási felosztásának második szintjét alkották a régiók alatt 2011. január 1-ig.
Görögország 13 közigazgatási régióját 54 prefektúra szintű egységre osztották fel. Prefektúra 51 volt, de az attikait továbbosztották 4 elöljáróságra (nomarchía). A közigazgatási hierarchiában a prefektúrák a községek (Görögországban helyi önkormányzat, illetve közösség) felett helyezkedtek el.
Súlyukat az 1994-es reform jelentősen csökkentette, a régiókhoz delegálva közigazgatási feladataik jelentős részét. Maradtak azonban feladataik, például az egészségügy és a helyi szolgáltatások szervezésében. Az első prefektúraválasztásokat 1994-ben tartották, korábban a prefektusokat (a prefektúra vezetőjét) és a tanácstagokat is a kormány nevezte ki.
2011. január 1-én a prefektúrák megszűntek, az 54 prefektúra szintű egység (50 + 1 prefektúra, az utóbbiban 4 elöljáróság (nomarchía) helyett létrehozták a régiókon belül az összesen 74 regionális egységet.

## Szervezetük
Önkormányzati jogait a 21-37 tagú prefektúratanács (Νομαρχιακό Συμβούλιο [Nomarhiakó Szimvúlio]) gyakorolja, amelynek van egy elnöke (πρόεδρος [próedrosz]), de a végrehajtó elöljáró a prefektus (νομάρχης [nomárhisz]).
A Prefektúrabizottság tagjai a prefektus vagy egy általa kinevezett helyettes és a Tanács által választott 4-6 tag.
A Tanács tagjait négyévente választják. A választások után a helyek háromötöde jut a többséget elnyerő erőnek (pártnak, koalíciónak), kétharmada arányosan az ellenzéki erőknek. A prefektusi széket a többség vezetője kapja. Ha nincs olyan erő, amely az első fordulóban több, mint 42%-os eredményt ér el, az első két helyen végzett erős részvételével második fordulót tartanak.

## A prefektúrák listája

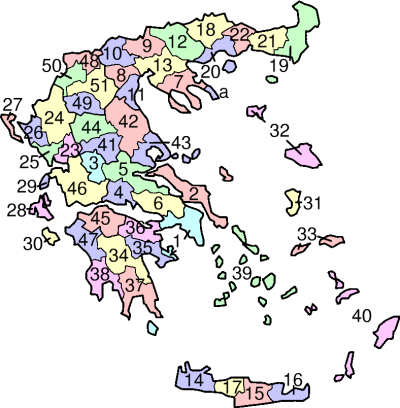
Görögország prefektúrái

| 1. Attika prefektúra (Νομός Αττικής) 4 nomarhíára oszlik, lásd ott; 2. Évia prefektúra (Νομός Εύβοιας); 3. Evritanía prefektúra (Νομός Ευρυτανίας); 4. Fokída prefektúra (Νομός Φωκίδας); 5. Fthiótida prefektúra (Νομός Φθιώτιδας); 6. Viotía prefektúra (Νομός Βοιωτίας); 7. Halkidikí prefektúra (Νομός Χαλκιδικής); 8. Imathía prefektúra (Νομός Ημαθίας); 9. Kilkísz prefektúra (Νομός Κιλκίς); 10. Péla prefektúra (Νομός Πέλλας); 11. Piería prefektúra (Νομός Πιερίας); 12. Széresz prefektúra (Νομός Σερρών); 13. Szaloniki prefektúra (Νομός Θεσσαλονίκης); 14. Haniá prefektúra (Νομός Χανίων); 15. Iráklio prefektúra (Νομός Ηρακλείου); 16. Laszíthi prefektúra (Νομός Λασιθίου); 17. Réthimno prefektúra (Νομός Ρεθύμνης); 18. Dráma prefektúra (Νομός Δράμας); 19. Évrosz prefektúra (Νομός Έβρου); 20. Kavála prefektúra (Νομός Καβάλας); 21. Rodópi prefektúra (Νομός Ροδόπης); 22. Xánthi prefektúra (Νομός Ξάνθης); 23. Árta prefektúra (Νομός Άρτας); 24. Joánina prefektúra (Νομός Ιωαννίνων); 25. Préveza prefektúra (Νομός Πρέβεζας); 26. Theszprotía prefektúra (Νομός Θεσπρωτίας); | 1. Korfu prefektúra (Νομός Κέρκυρας); 2. Kefaloniá prefektúra (Νομός Κεφαλληνίας); 3. Lefkáda prefektúra (Νομός Λευκάδας); 4. Zákinthosz prefektúra (Νομός Ζακύνθου); 5. Híosz prefektúra (Νομός Χίου); 6. Leszbosz prefektúra (Νομός Λέσβου); 7. Számosz prefektúra (Νομός Σάμου); 8. Árkádia prefektúra (Νομός Αρκαδίας); 9. Argolída prefektúra (Νομός Αργολίδας); 10. Korinthía prefektúra (Νομός Κορινθίας); 11. Lakonía prefektúra (Νομός Λακωνίας); 12. Meszinía prefektúra (Νομός Μεσσηνίας); 13. Kikládesz prefektúra (Νομός Κυκλάδων); 14. Dodekánisza prefektúra (Νομός Δωδεκανήσου); 15. Kardíca prefektúra (Νομός Καρδίτσας); 16. Lárisza prefektúra (Νομός Λάρισας); 17. Magniszía prefektúra (Νομός Μαγνησίας); 18. Tríkala prefektúra (Νομός Τρικάλων); 19. Ahaía prefektúra (Νομός Αχαΐας); 20. Etoloakarnanía prefektúra (Νομός Αιτωλοακαρνανίας); 21. Ilía prefektúra (Νομός Ηλείας); 22. Flórina prefektúra (Νομός Φλώρινας); 23. Grevená prefektúra (Νομός Γρεβενών); 24. Kasztoriá prefektúra (Νομός Καστοριάς); 25. Kozáni prefektúra (Νομός Κοζάνης); a) Athosz-hegy – autonóm állam Görögországon belül. |

## Érdekességek
- Tengerpart nélküli prefektúrák: Dráma, Kilkísz, Péla, Flórina, Kasztoriá, Kozáni, Grevená, Joánina, Tríkala, Kardíca, Evritanía;
- „Szigetprefektúrák”: Korfu, Kefaloniá, Lefkáda, Zákinthosz, Híosz, Leszbosz, Számosz, Évia, Kikládesz, Dodekánisza, Haniá, Réthimno, Iráklio, Laszíthi.